# Przewodniczący Lok Sabha
Przewodniczący Lok Sabha − lista przewodniczących (speakerów) izby niższej indyjskiego parlamentu – Lok Sabha.
Rola speakera w parlamencie indyjskim jest podobna do jego roli w innych krajach stosujących westminsterski model rządów. Przewodniczący jest wybierany na pierwszym posiedzeniu nowo wybranego parlamentu i przewodniczy obradom Lok Sabhy.
Przewodniczący XVII kadencji Lok Sabha był Om Birla z Indyjskiej Partii Ludowej.

## Lista przewodniczących Lok Sabha
Poniższa tabela zawiera listę wszystkich przewodniczących Lok Sabha, od I kadencji parlamentu w 1950.
| Imię i nazwisko            | Zdjęcie | Od               | Do               | Partia                                     | Uwagi                    |
| -------------------------- | ------- | ---------------- | ---------------- | ------------------------------------------ | ------------------------ |
| G.V. Mavalankar            |         | 15 maja 1952     | 27 lutego 1956   | INC                                        | kadencja I               |
| M. Ananthasayanam Ayyangar |         | 8 marca 1956     | 17 kwietnia 1962 | INC                                        | kadencja I i II          |
| Sardar Hukam Singh         |         | 17 kwietnia 1962 | 17 marca 1967    | INC                                        | kadencja III             |
| N. Sanjiva Reddy           |         | 17 marca 1967    | 19 lipca 1969    | INC                                        | pierwszy raz, kadencja V |
| G.S. Dhillon               |         | 8 sierpnia 1969  | 1 grudnia 1975   | INC                                        | kadencja IV i V          |
| Bali Ram Bhagat            |         | 15 stycznia 1976 | 26 marca 1977    | INC                                        | kadencja V               |
| N. Sanjiva Reddy           |         | 26 marca 1977    | 13 lipca 1977    | Janata                                     | drugi raz, kadencja VI   |
| K.S. Hegde                 |         | 21 lipca 1977    | 22 stycznia 1980 | Janata                                     | kadencja VI              |
| Bal Ram Jakhar             |         | 22 stycznia 1980 | 19 grudnia 1989  | INC                                        | kadencja VII i VIII      |
| Rabi Ray                   |         | 19 grudnia 1989  | 10 lipca 1991    | Janata Dal (1988–1999)                     | kadencja IX              |
| Shivraj Patil              |         | 10 lipca 1991    | 23 maja 1996     | INC                                        | kadencja X               |
| Purno Agitok Sangma        |         | 23 maja 1996     | 24 marca 1998    | INC                                        | kadencja XI              |
| G.M.C. Balayogi            |         | 24 marca 1998    | 3 marca 2002     | Telugu Desam Party                         | kadencja XII i XIII      |
| Manohar Joshi              |         | 10 maja 2002     | 4 czerwca 2004   | Shiv Sena                                  | kadencja XIII            |
| Somnath Chatterjee         |         | 4 czerwca 2004   | 3 czerwca 2009   | Komunistyczna Partia Indii (Marksistowska) | kadencja XIV             |
| Meira Kumar                |         | 3 czerwca 2009   | 4 czerwca 2014   | INC                                        | kadencja XV              |
| Kamal Nath                 |         | 4 czerwca 2014   | 6 czerwca 2014   | INC                                        | kadencja XV tymczasowo   |
| Sumitra Mahajan            |         | 6 czerwca 2014   | 17 czerwca 2019  | Indyjska Partia Ludowa                     | kadencja XVI             |
| Virendra Kumar             |         | 17 czerwca 2019  | 19 czerwca 2019  | Indyjska Partia Ludowa                     | kadencja XVI tymczasowo  |
| Om Birla                   |         | 19 czerwca 2019  |                  | Indyjska Partia Ludowa                     | kadencja XVII            |